# Szürke ostorfa-teknőspajzstetű
A szürke ostorfa-teknőspajzstetű (Coccus pseudomagnoliarum) egy, a pajzstetvek közé tartozó, kártevő rovarfaj. Magyarországon először 2013-ban észlelték előfordulását Kecskeméten, illetve Budapesten.

## Elterjedése
Valószínűleg ázsiai eredetű, onnan került be az Egyesült Államokba és Európába. Magyarországra valószínűleg Olaszországon keresztül, dísznövény szaporító anyaggal érkezhetett. Elterjedése a mediterrán jellegű, melegebb területekre korlátozódik.

## Megjelenése
Viszonylag nagy méretű, általában 50–70 mm nagyságú pajzzsal rendelkeznek, ezek borítják a fertőzött ágrészeket. Fiatal korban a nőstények testének színe világos, szürkés, barnás, rugalmas tapintatú, mely később besötétedik, a pajzs erősen domború és szklerotizált lesz.

## Életmódja, szaporodása
Magyarországon feltehetően 1 nemzedéke van évente, szűznemzéssel, ál-elevenszüléssel szaporodik, a kis, lapos lárvák a levelek színén és fonákján szívogatnak. Ősszel a fiatal ágakra húzódnak és lárvaalakban telelnek. Tápnövényei a Citrus aurantium, C. sinensis, C. paradisium, C. limon, C. deliciosa, C australis, C. sinensis, Evopia rutaecarpa, Laurus nobilis, Nerium oleander, Poncirus trifoliata, Zanthoxylum simulans és a Zelkova serrata.
Magyarországon eddig kizárólag nyugati ostorfáról (Celtis occidentalis) mutatták ki a fajt, ugyanakkor ez a növény csak hazánkból ismert a faj tápnövényeként.

## Kártétele
Kártételét elsősorban dísznövényeken, kevéssé gazdasági növényeken fejti ki. Mediterrán területeken, ahol citrusfélék termesztése folyik, jelentős gazdasági kártevő. A faj jelenlétét sokszor az általuk kibocsájtott ragadós mézharmat árulja el, vagy a sárguló lombozat hívja fel rájuk a figyelmet. A kiválasztott mézharmat a levelekre kerülve másodlagos kórokozóknak nyújthat táptalajt, így megjelenhet a korompenész, mely csökkenti a dísznövények esztétikai értékét és csökkenti a fotoszintetizáló levélfelületet.